# Paraje el Cerrito
Paraje el Cerrito är en ort i Mexiko.   Den ligger i kommunen Oaxaca de Juárez och delstaten Oaxaca, i den sydöstra delen av landet, 400 km sydost om huvudstaden Mexico City. Paraje el Cerrito ligger 1 639 meter över havet och antalet invånare är 167.
Terrängen runt Paraje el Cerrito är varierad. Runt Paraje el Cerrito är det tätbefolkat, med 881 invånare per kvadratkilometer. Närmaste större samhälle är Oaxaca de Juárez, 8,0 km söder om Paraje el Cerrito. Omgivningarna runt Paraje el Cerrito är en mosaik av jordbruksmark och naturlig växtlighet.